# HSL Derthona
Derthona FBC 1908 – włoski klub piłkarski, mający swoją siedzibę w mieście Tortona, na północy kraju.

## Historia
Chronologia nazw:
- 1908: Derthona Foot Ball Club
- 1935: Associazione Calcio Derthona
- 1945: Derthona Foot Ball Club
- 1989: Derthona F.B.C. 1908

Piłkarski klub Derthona Foot Ball Club został założony w Tortonie w maju 1908 roku. Do 1921 klub występował w rozgrywkach lokalnych. W sezonie 1921/22 debiutował na drugim szczeblu rozgrywek o mistrzostwo Włoch, gdzie zwyciężył najpierw w Seconda Divisione piemontese, a potem w finale grupy Nord (pod patronatem C.C.I.) i zdobył promocję do Prima Divisione. W 1922 po kompromisie Colombo mistrzostwa obu federacji zostały połączone, w związku z czym klub został zakwalifikowany do Prima Divisione. W sezonie 1922/23 zajął 9.pozycję w grupie B, po czym spadł do Seconda Divisione. W następnym sezonie 1923/24 zwyciężył najpierw w grupie A Seconda Divisione Nord, a potem również w finale Nord i powrócił do Prima Divisione. Powrót był nieudanym - 13.miejsce w grupie B i spadek do Seconda Divisione. Po zakończeniu sezonu 1925/26, w którym uplasował się na drugiej pozycji w grupie A, przeprowadzono kolejną reorganizację systemu ligi. Po wprowadzeniu najwyższej klasy, zwanej Divisione Nazionale, klub pozostał występować w niej II lidze, zajmując 8.miejsce w grupie A. W sezonie 1927/28 był na 9.pozycji. W następnym sezonie uplasował się na czwartej lokacie w grupie B. W sezonie 1929/30 po zajęciu pierwszego miejsca w grupie B awansował do nowo utworzonej Serie B. Sezon 1930/31 zakończył na 17.miejscu i wrócił do Prima Divisione Nord. W 1933 znów awansował do Serie B, ale po dwóch latach ponownie wrócił do Serie C jako Associazione Calcio Derthona. W 1939 klub spadł do regionalnych rozgrywek Prima Divisione piemontese, a w 1941 wrócił do Serie C.
Po zakończeniu II wojny światowej w 1945 klub przywrócił nazwę Derthona Foot Ball Club. Od 1949 do 1969 klub występował na czwartym lub piątym szczeblu rozgrywek, czterokrotnie zmieniając je. W sezonie 1968/69 zwyciężył w grupie A Serie D i awansował do Serie C. W sezonie 1973/74 zajął ostatnie 20.miejsce w grupie A i został zdegradowany do Serie D, w której grał do 1987. Dopiero w 1987 powrócił do Serie C, zwanej Serie C1. W 1989 klub zmienił nazwę na Derthona F.B.C. 1908. Następnie rozpoczął okres wielkiej degradacji klubu - klub spadł w 1990 do Serie C2, w 1991 do Campionato Interregionale, w 1992 do Eccellenza Piemonte-Valle d'Aosta, w 1993 do Promozione Piemonte-Valle d'Aosta. Potem nastąpił czas powrotu - w 1994 awansował do Eccellenza Piemonte-Valle d'Aosta, w 1995 do Campionato Nazionale Dilettanti, które w 1999 zmieniło nazwę na Serie D. W 2002 klub ponownie został zdegradowany do Eccellenza Piemonte-Valle d'Aosta. W sezonie 2006/07 zwyciężył w grupie A i zdobył promocję do Serie D.

## Sukcesy

### Trofea międzynarodowe
Nie uczestniczył w rozgrywkach europejskich (stan na 31-12-2016).

### Trofea krajowe
| \| \| Zdobyte trofea w rozgrywkach Włoch (stan na: 31-05-2017) \| |                                                          |      |                      |
| Rozgrywki                                                         | Osiągnięcie                                              | Razy | Sezon(y)             |
| · Mistrzostwo                                                     | I miejsce                                                | 1    | 1921/22              |
| · Mistrzostwo                                                     | II miejsce                                               | 0    |                      |
| · Mistrzostwo                                                     | III miejsce                                              | 0    |                      |
| · Puchar                                                          | zdobywca                                                 | 0    |                      |
| · Puchar                                                          | finalista                                                | 0    |                      |
| · Puchar                                                          | 2 runda (1/32 f.)                                        | 1    | 1926/27              |
| II liga                                                           | I miejsce                                                | 1    | 1923/24 (finał Nord) |
| II liga                                                           | II miejsce                                               | 0    |                      |
| II liga                                                           | III miejsce                                              | 0    |                      |
| Włochy                                                            | Zdobyte trofea w rozgrywkach Włoch (stan na: 31-05-2017) |      |                      |

## Stadion
Klub rozgrywa swoje mecze domowe na stadionie Fausto Coppi w Tortonie, który może pomieścić 2700 widzów.